# Billbergia cylindrostachya
Billbergia cylindrostachya là một loài thực vật có hoa trong họ Bromeliaceae. Loài này được Mez mô tả khoa học đầu tiên năm 1892.